# The Lost Vikings
The Lost Vikings è un videogioco sviluppato nel 1992 da Silicon & Synapse. Pubblicato per le principali console del tempo (Amiga, Sega Mega Drive e Super Nintendo Entertainment System), ha ricevuto una conversione nel 2003 per Game Boy Advance. Il videogioco presenta un sequel dal titolo The Lost Vikings II.

## Trama
I tre guerrieri vichinghi Erik, Olaf e Baleog vengono rapiti da un'astronave aliena guidata da Tomator, un sovrano extraterrestre dell'impero Croutoniano. I tre riescono a fuggire dallo zoo progettato dall'imperatore per collezionare differenti razze presenti nella galassia, ma finiscono accidentalmente in un marchingegno che li trasporta in altre epoche e in altri mondi. Il gruppetto sarà costretto a viaggiare attraverso differenti universi prima di sconfiggere Tomator nella sua navicella.

## Modalità di gioco
Nel videogioco sarà possibile controllare i tre protagonisti attraverso 37 livelli (41 nella versione per Mega Drive) composti da puzzle, indovinelli e nemici. Ogni personaggio ha le sue caratteristiche che risultano utili per completare il quadro:
- Erik è in grado di compiere grandi salti e caricare con la testa alcuni muri o mostri
- Olaf possiede uno scudo in grado di difendere i suoi compagni o essere utilizzato come piattaforma
- Baleog può lanciare attacchi con la spada e con l'arco.

I tre personaggi devono raggiungere l'uscita di ogni livello. Requisito essenziale è quindi la sopravvivenza di ogni vichingo, che possiede tre punti ferita e può portare con sé fino a quattro oggetti nell'inventario che include oggetti curativi, armi, chiavi o bombe.

## Sviluppo
The Lost Vikings è stato il primo videogioco sviluppato della Blizzard Entertainment. È stato completato nell'arco di un anno da un team di dodici sviluppatori, ispirandosi al videogioco Lemmings. Interplay Entertainment ha collaborato non solo nella distribuzione del titolo, ma anche nel finanziamento, nel marketing e nell'assistenza agli sviluppatori, in particolare contribuendo all'audio e fornendo parte delle animazioni dei personaggi. Interplay detiene i diritti di proprietà intellettuale del videogioco.
Originariamente il numero dei personaggi è stato ridotto a cinque per via delle limitazioni dello SNES ed infine ulteriormente sceso a tre.
I protagonisti del gioco fanno piccoli cameo in alcuni titoli della Blizzard inclusi Rock N' Roll Racing, World of Warcraft e StarCraft II. Sono stati inoltre inseriti come personaggi giocanti in Heroes of the Storm.